# Simalia tracyae
Simalia tracyae är en ormart som beskrevs av Harvey, Barker, Ammerman och Chippindale 2000. Morelia tracyae ingår i släktet Simalia och familjen pytonormar. Inga underarter finns listade i Catalogue of Life.
Arten förekommer på ön Halmahera och på mindre öar i närheten som tillhör Indonesien. Honor lägger ägg.